# Чжоу Сюнь
Чжоу Сюнь (кит. 周迅; 18 октября 1974 года) — китайская актриса и певица. Одна из четырёх самых популярных актрис нового тысячелетия в Китае наряду с Сюй Цзинлэй, Чжан Цзыи и Чжао Вэй. Является единственной китайской актрисой, в разное время получившей все самые престижные кинопремии Китая в номинации «за лучшую женскую роль» — «Золотой петух», «Сто цветов», «Hong Kong Film Award» (Гонконг) и «Золотая лошадь» (Тайвань). Она также стала первой китайской актрисой, которая была удостоена премии Asian Film Awards в данной номинации.

## Биография
Чжоу Сюнь родилась 18 октября 1974 года в семье рабочих: её отец был киномехаником, а мать — продавщицей в универмаге. Отец будущей актрисы страстно любил живопись и искусство, поэтому назвал девочку по имени родоначальника современной китайской литературы — Лу Синя. Вопреки чаяниям отца, который мечтал увидеть дочку художницей, маленькая Чжоу не проявляла никакого интереса к рисованию, но зато живо интересовалась танцами и музыкой. В 14 лет она поступила в Чжэцзянский институт искусств по классу хореографии.
Международное признание актрисе принесли роли в картинах «Река Сучжоу» (2000) режиссёра Лоу Е и «Бальзак и маленькая швея-китаяночка» режиссёра Дай Сыцзе (2002). За главную роль в первой Чжоу Сюнь была удостоена премии в номинации Лучшая актриса на 15-м кинофестивале в Париже. В 2002 году она снялась в телесериале «Легенда о Героях-стрелках Орла». Серии с её участием сделали сериал одним из самых популярных в Китае на то время.
В 2005 году Чжоу Сюнь снялась в музыкальном фильме Питера Чана «Возможно, любовь», который закрепил её успех. За роль в этой картине актриса получила семь китайских кинопремий в номинации «Лучшая женская роль». Следующим крупным успехом актрисы стала роль в фильме «Уравнение жизни и смерти», который принёс актрисе ещё семь премий в той же номинации. После 2008 года карьера Чжоу Сюнь развивается уже не столь стремительно. Она продолжает сниматься в кассовых фильмах («Крашеная кожа» (2008), «Крашеная кожа II»), но уже не повторяет успеха своих предыдущих работ.

## Избранная фильмография
| Год  | Русское название                    | Оригинальное название | Международное название                   | Роль        | Примечания |
| ---- | ----------------------------------- | --------------------- | ---------------------------------------- | ----------- | ---------- |
| 1991 |                                     | 古墓荒斋              | Old Grave                                |             |            |
| 1995 |                                     | 女儿红                | Nü'er Hong                               |             |            |
| 1995 |                                     | 小娇妻                | The Pampered Wife                        |             |            |
| 1996 | Луна-соблазнительница               | 风月                  | Temptress Moon                           |             |            |
| 1998 | Император и убийца                  | 荆轲刺秦王            | The Emperor and the Assassin             |             |            |
| 2001 | Пекинский велосипед                 | 十七岁的单车          | Beijing Bicycle                          |             |            |
| 2001 | Гонконгский Голливуд                | 香港有个荷里活        | Hollywood Hong Kong                      |             |            |
| 2002 | Бальзак и маленькая швея-китаяночка | 巴尔扎克与小裁缝      | Balzac and the Little Chinese Seamstress |             |            |
| 2005 | Возможно, любовь                    | 如果·爱               | Perhaps Love                             |             |            |
| 2008 | Уравнение любви и смерти            | 李米的猜想            | The Equation of Love and Death           |             |            |
| 2008 | Крашеная кожа                       | 画皮                  | Painted Skin                             |             |            |
| 2012 | Облачный атлас                      |                       | Cloud Atlas                              |             |            |
| 2012 | Крашеная кожа II                    | 画皮II                | Painted Skin: The Resurrection           |             |            |
| 2017 | Внутренний дворец: Легенда о Жуи    | 如懿傳                | Ruyi's Royal Love in the Palace          |             |            |
| 2023 | Скрытый клинок                      | 无名                  |                                          | госпожа Чэн |            |